# Ostrowy Brdowskie
Ostrowy Brdowskie – część wsi Brdów położonej w Polsce, w województwie wielkopolskim, w powiecie kolskim.
W latach 1975–1998 Ostrowy Brdowskie należały administracyjnie do województwa konińskiego.
W 2022 roku Ostrowy Brdowskie zostały zintegrowane z miejscowością podstawową Brdów przez nadanie nazw ulicom: Kłodawska, Adama Mickiewicza, Henryka Sienkiewicza. 